# 지사면
지사면(只沙面)은 전북특별자치도 임실군에 위치한 행정 구역이다.

## 지리
지사면은 임실군 동남방에 위치하여 임실읍에서 동남쪽으로 16km 떨어진 면소재인 방계리를 중심으로 하여 동쪽은 장수군 산서면,서쪽은 임실군 오수면, 남쪽은 남원시 덕과면,북쪽은 임실군 성수면에 둘러싸인 해발 140m 내외의 분지이다.

## 행정 구역
- 관기리
- 금평리
- 방계리
- 안하리
- 영천리
- 원산리
- 계산리